# Driessenia sinensis
Driessenia es un género monotípico de plantas fanerógamas pertenecientes a la familia Melastomataceae. Su única especie es: Driessenia sinensis H.Lév..

## Taxonomía
El género fue descrito por Alexander Curt Brade  y publicado en Verh. Natuurl. Gesch. Ned. Overz. Bezitt., Bot. Kruidk. 251, en el año 1844. La especie fue aceptada y publicado en Repertorium Specierum Novarum Regni Vegetabilis 11: 494, en el año 1913.
Sinonimia
- Gonostegia hirta (Blume ex Hassk.) Miq.
- Gonostegia quinquenervis Miq.
- Memorialis hirta (Blume ex Hassk.) Wedd.
- Pouzolzia hirta (Blume) Blume ex Hassk.
- Urtica hirta Blume